# Cantó de Lescar
El cantó de Lescar és un cantó del departament francès dels Pirineus Atlàntics, a la regió d'Aquitània. Està enquadrat al districte de Pau i té 14 municipis: Arbús, Artigaloba, Aussavièla, Veiria, Borg Garbèr, Cauviòs e Lòs, Denguin, Lescar, Lons, Monmans, Puei de Lescar, Sauvanhon, Siròs i Usenh.
| Data d'elecció                               | Nom                 | Partit | Qualitat          |
| -------------------------------------------- | ------------------- | ------ | ----------------- |
| 1979                                         | André Mariette      | PS     |                   |
| 1985                                         | René Claverie       | RPR    | Alcalde de Lescar |
| 1992                                         | René Claverie       | RPR    | Alcalde de Lescar |
| 1998                                         | Christiane Mariette | PS     |                   |
| 2004                                         | Christiane Mariette | PS     |                   |
| Les dades anteriors a 1979 no són conegudes. |                     |        |                   |
|                                              |                     |        |                   |